# Pietro Bartolomeo
Pietro Bartolomeo (Marsiglia, ... – Antiochia di Siria, 20 aprile 1099) è stato un monaco cristiano e mistico francese, che accompagnò i cavalieri della prima crociata ("Crociata dei baroni").

## Biografia

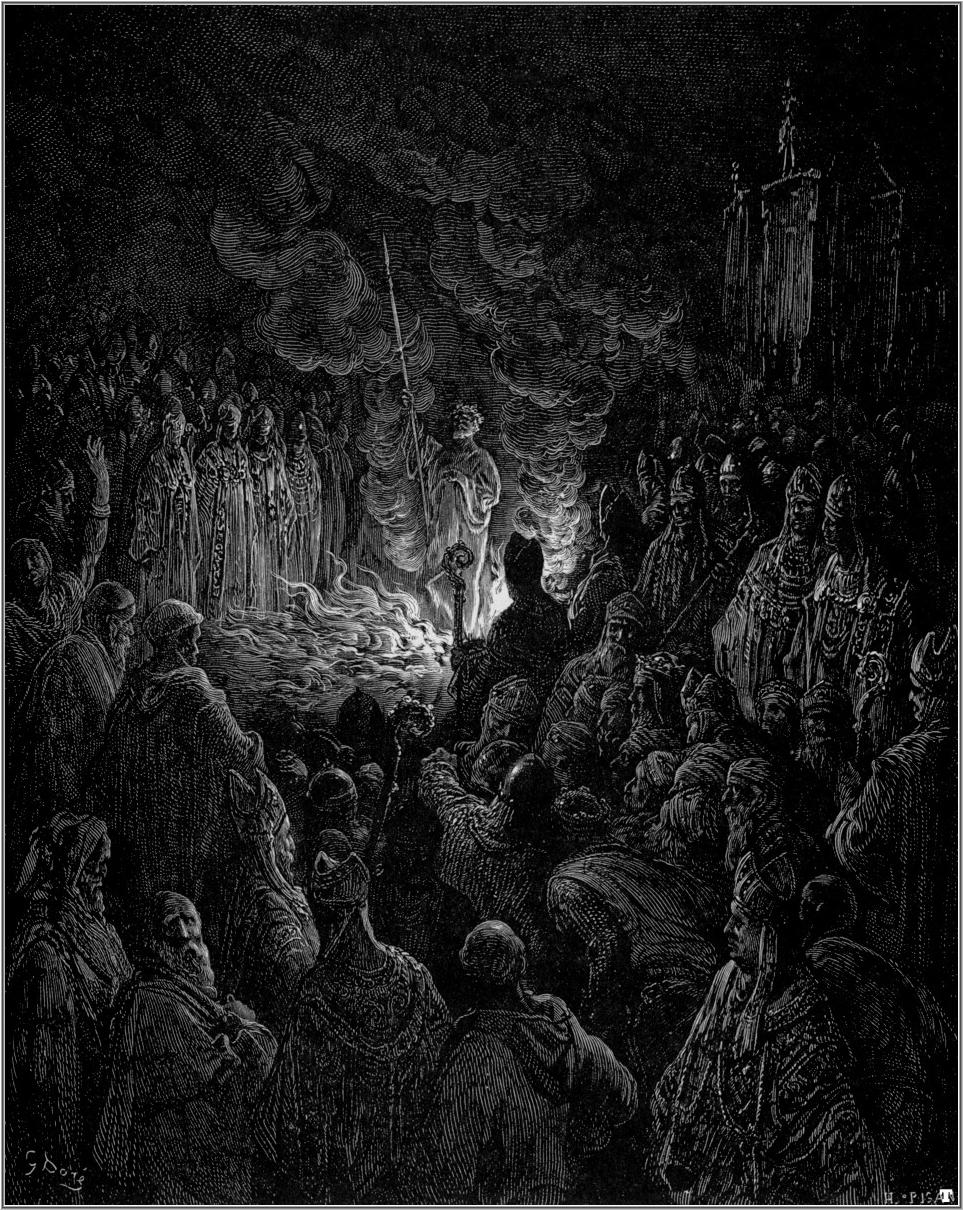
Bartolomeo si sottopone all'ordalia del fuoco

Nel dicembre 1097, durante l'Assedio di Antiochia, Pietro iniziò ad avere delle visioni, principalmente di Sant'Andrea. Pietro sostenne che Sant'Andrea lo aveva portato alla Chiesa di San Pietro, dentro Antiochia, e gli aveva mostrato dove poteva trovare la reliquia della Lancia Sacra. Sant'Andrea istruì Pietro a parlare di ciò ai capi dei crociati, e a dare la lancia a Raimondo di San Gilles quando fosse stata trovata. Pietro non informò immediatamente Raimondo o gli altri capi, e venne visitato altre quattro volte prima del giugno 1098. Pietro iniziò a perdere la vista nel febbraio del 1098, probabilmente a causa della carestia che affliggeva i crociati, anche se egli credeva che fosse una punizione di Sant'Andrea.
Dopo che i crociati catturarono Antiochia, Pietro e Raimondo iniziarono a scavare il pavimento della chiesa. Il 14 giugno 1098, Pietro apparentemente scoprì la lancia e sostenne di essere stato visitato quella notte da Sant'Andrea, che gli disse di istituire un giorno di festa in onore della scoperta. Molte persone, compreso il legato pontificio Ademaro di Le Puy, credettero che Pietro fosse un ciarlatano, e che si fosse semplicemente portato dietro un pezzo di ferro da "trovare". Dopo la morte di Ademaro avvenuta più tardi nel 1098, Pietro disse che Ademaro lo visitò per confermare l'autenticità della lancia.
La scoperta della lancia venne inizialmente considerata di buon auspicio, e innalzò il morale dei crociati quando si trovarono essi stessi assediati da un esercito musulmano. Si riteneva che la lancia avrebbe assicurato la vittoria in questo assedio, come aveva promesso Sant'Andrea. Ciononostante, la reputazione di Pietro venne macchiata perché molti dei nobili ancora non gli credevano. Pietro sostenne in seguito che Cristo gli aveva fatto visita e aveva dato istruzioni di far marciare i crociati a piedi nudi fino a Gerusalemme, cosa che venne ampiamente ignorata. Altre visioni, di Cristo, Sant'Andrea, Ademaro e altri, rivelarono la rabbia divina per i diversi vizi e peccati dei crociati.
L'8 aprile 1099, Pietro si sottopose all'ordalia del fuoco nel tentativo dimostrare la sua verità. È molto probabile che si ustionò gravemente, anche se sostenne di esserne uscito indenne perché Cristo gli era apparso nel fuoco, e che si era fatto male successivamente quando una folla gli corse incontro. Morì il 20 aprile dello stesso anno.